# Her Birthday Knight
Her Birthday Knight est un film américain réalisé par Charles Avery, sorti en 1917.

## Fiche technique
- Titre original : Her Birthday Knight
- Réalisation : Charles Avery
- Scénario : John Francis Dillon
- Photographie : O.G. Hill
- Production : Mack Sennett
- Société de production : Keystone
- Société de distribution : Keystone
- Pays d’origine :  États-Unis
- Langue originale : anglais
- Format : noir et blanc — 35 mm — 1,37:1 — Film muet
- Genre : Comédie
- Durée : une bobine (300 m)
- Date de sortie :
  - États-Unis :15 avril 1917

## Distribution
- Harry Depp
- Lillian Biron
- William Irving
- Patrick Kelly
- Della Pringle